# (5883) Josephblack
(5883) Josephblack est un astéroïde de la ceinture principale.

## Description
(5883) Josephblack est un astéroïde de la ceinture principale. Il fut découvert le 6 novembre 1993 à Siding Spring par Robert H. McNaught. Il présente une orbite caractérisée par un demi-grand axe de 3,17 UA, une excentricité de 0,17 et une inclinaison de 17,5° par rapport à l'écliptique.

## Compléments